# Національний історичний музей (Афіни)

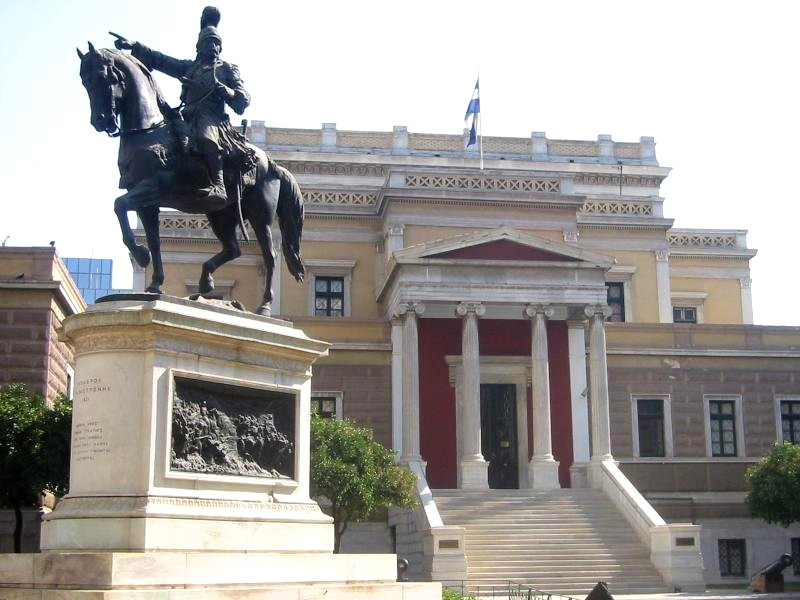
Національний історичний музей та пам'ятник Теодоросу Колокотронісу

Національний історичний музей (грец. Εθνικό Ιστορικό Μουσείο) розташований на вулиці Стадіу в Афінах. В період з 1875 по 1932 рр. палац займав Грецький парламент, тож нерідко і зараз будівлю називають Старим грецьким парламентом (грец. Μέγαρο της Παλαιάς Βουλής).

## Історія
Первісно на цьому місці знаходилась садиба афінського магната Контославлоса. Після того, як у 1833 році Афіни стали столицею Греції (після Нафпліона) король Оттон вибрав будинок Александроса Контоставлоса своєю резиденцією, допоки не було побудовано новий Королівський палац — нині Грецький парламент. 1835 р. були добудовані великі бальна та бенкетна зали. Після повстання 3 вересня, яке змусило короля Оттона представити конституцію, у цій будівлі вперше були скликані Національні збори.
У жовтні 1854 р. весь будинок згорів під час пожежі. Зведення нової будівлі за проектом французького архітектора Франсуа Булангера. Наступного року будівництво було призупинене через брак коштів і відновилось лише 1863 року, коли Оттон був скинутий з престолу. Проект споруди був змінений цього разу грецьким архітектором Панайотісом Калькосом і будвіництво було завершене 1871 року. Тим часом Грецький парламент розміщувався у невеличному цегляному будиночку на протилежному боці площі, його спішно побудували 1863 року і серед мешканців міста він отримав назву Нетрі (грец. η Παράγκα).
У 1904 році на майданчику перед будівлею встановили розкішний пам'ятник Теодоросу Колокотронісу авторства скульптора Лазароса Сохоса (1900).
Грецький парламент був переміщений у нову будівлю лише 1875 року і залишався у ній до переходу у нинішнє своє місцезнаходження — колишній Королівський палац Оттона у 1923 році. Таким чином, він став свідком деяких найбільш бурхливих і важливих подій в сучасній історії Греції, включаючи вбивство прем'єр-міністра Теодороса Деліянніса на сходах парламенту 13 червня 1905 р., а також проголошення Грецької республіки 25 березня 1924 року.
Після того як парламент було переведено, у будівлі розміщувалось Міністерство юстиції Греції. У 1961 році біло здійснено повну реставрацію будинку, який відтоді став місцеперебуванням Національного історичного музею у підпорядкуванні історико-етнографічного товариства Греції.

## Експозиція музею
Музей експонує зібрання Історико-етнографічного товариства Греції (грец. Ιστορική και Εθνολογική Εταιρεία της Ελλάδος), заснованого 1882 року за ініціативою Елефтеріоса Венізелоса. До передачі колекції музею вона зберігалась у головному корпусі Національного технічного університету.
Експозиція включає предмети, що стосуються періоду від падіння Константинополя у 1453 р. до Другої світової війни. Особлива увага приділена подіям Грецької революції та подальшої розбудови сучасної грецької держави. Це зброя, особисті та пам'ятні речі відомих історичних постатей, полотна історичної тематики грецьких та іноземних художників, рукописи, а також велика колекція традиційних костюмів із різних регіонів Греції. Колекція представлена у коридорах та залах споруди, у той час як велика центральна зала Національних зборів використовується для проведення конференцій.

## Архів історичних документів
Архів історичних документів нараховує близько 350 архівних одиниць, які включають документи від дореволюційних років до періоду Національного Опору, рукописні кодекси XI–XX століть, а також різноманітні бланки, прокламації, укази, статути тощо. Першою особою, відповідальною за управління архівом, був Георгіос П. Кремос, а його наступниками були Антоніос Міліаракіс, Спірідон Ламброс, Арістотель Куртідіс та інші.

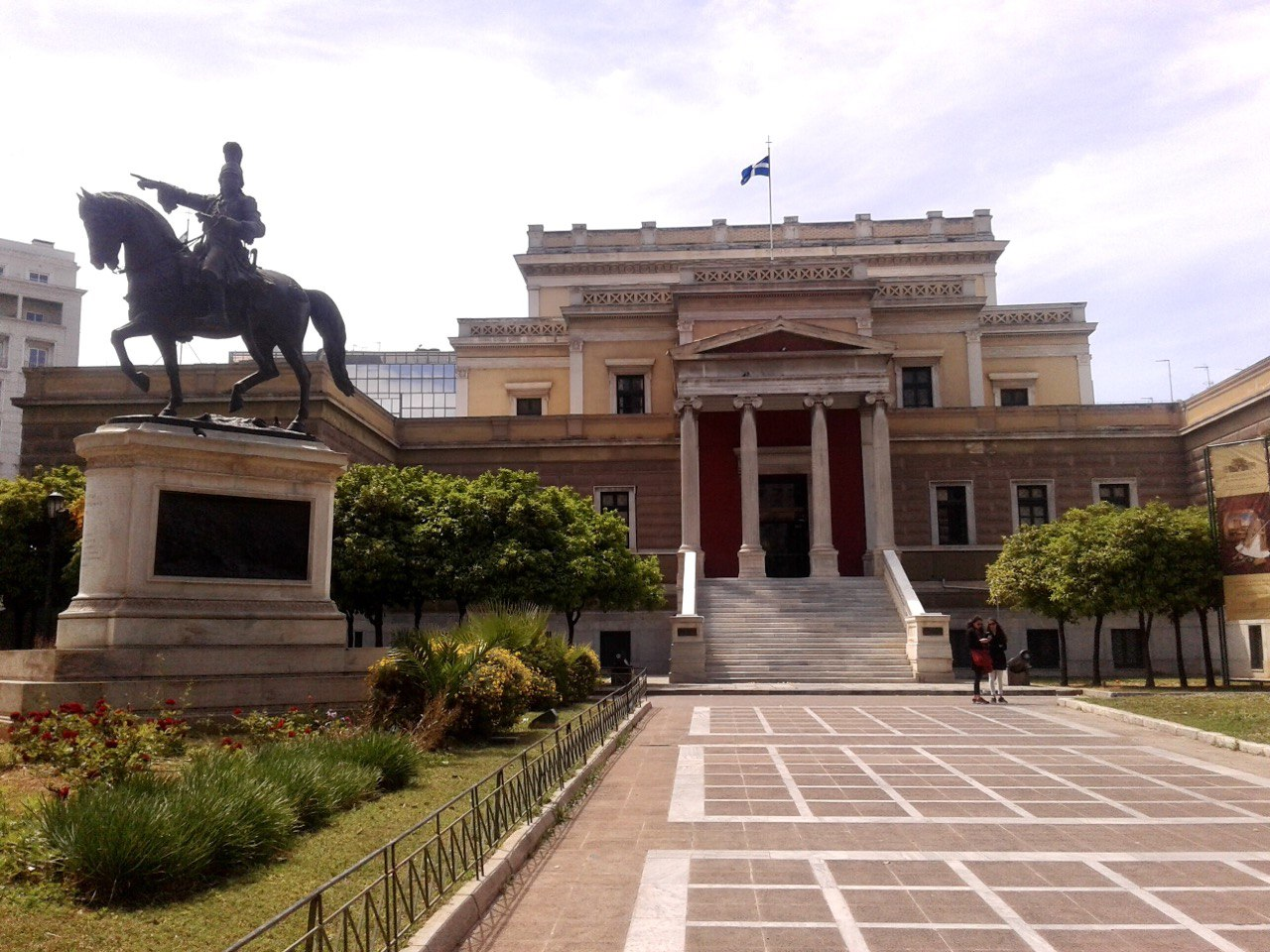
Будівля музею та Пам'ятник Теодоросу Колокотронісу
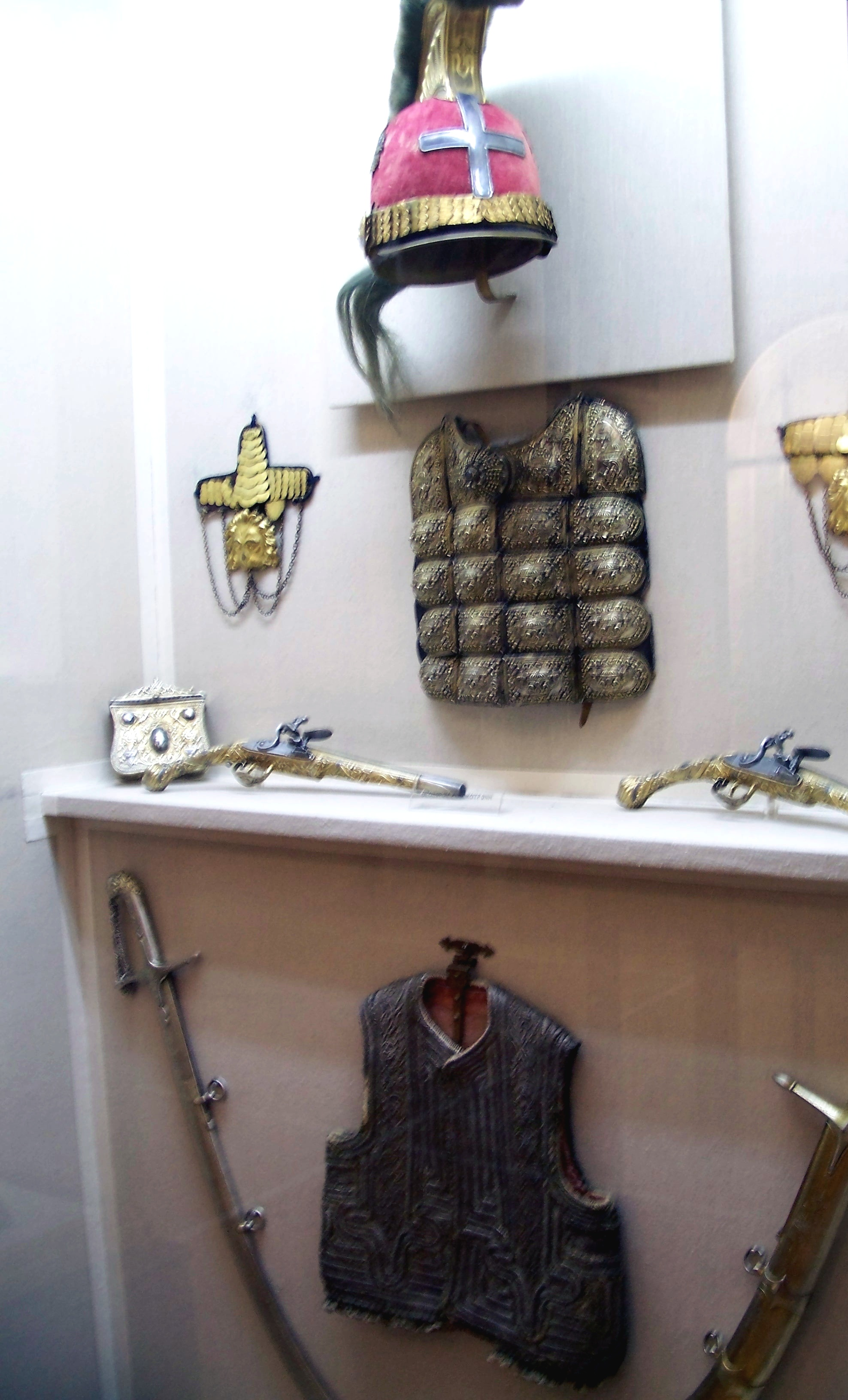
Зброя Колокотроніса
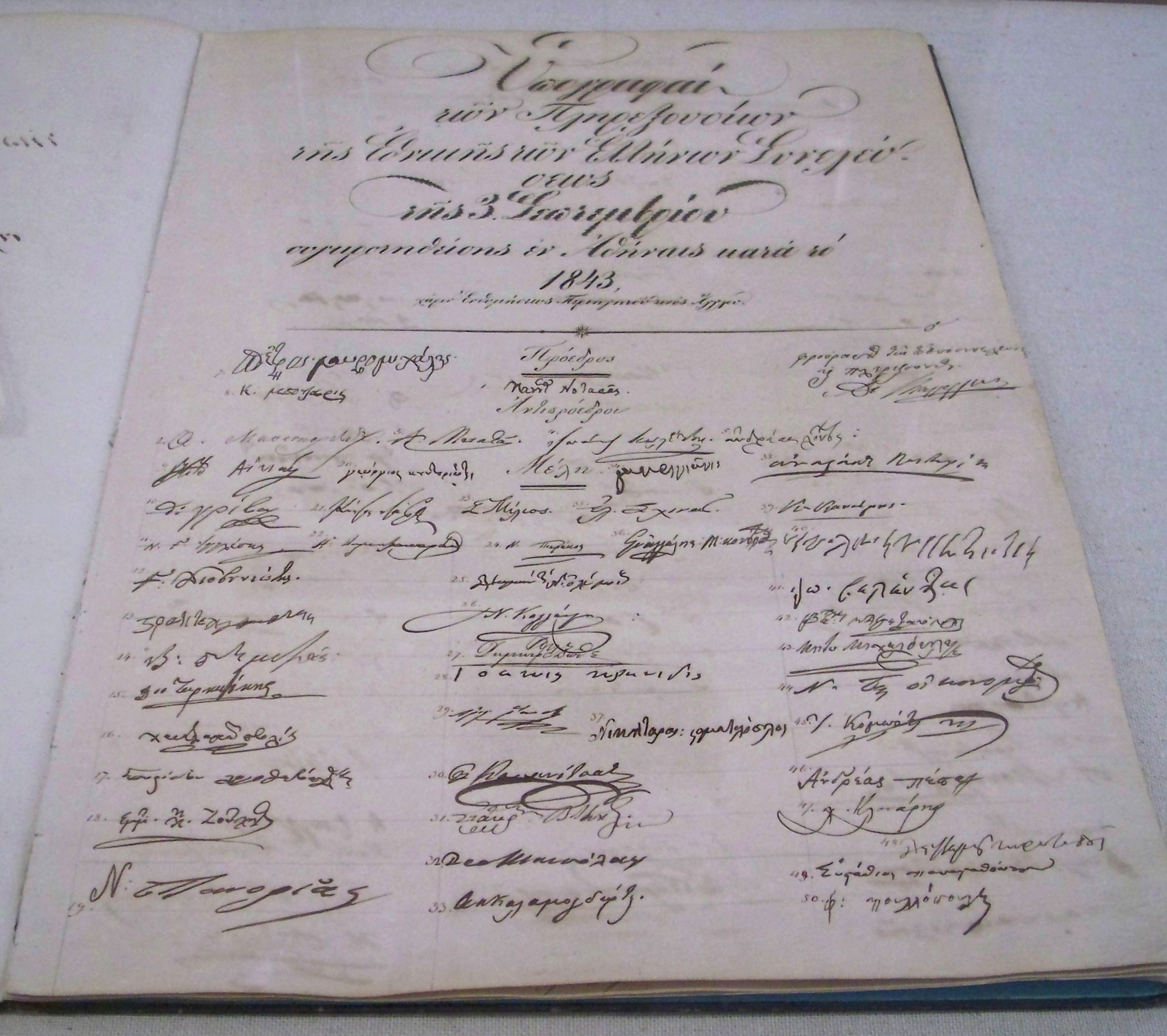
Підписи делегатів Національних зборів, 1843 р.
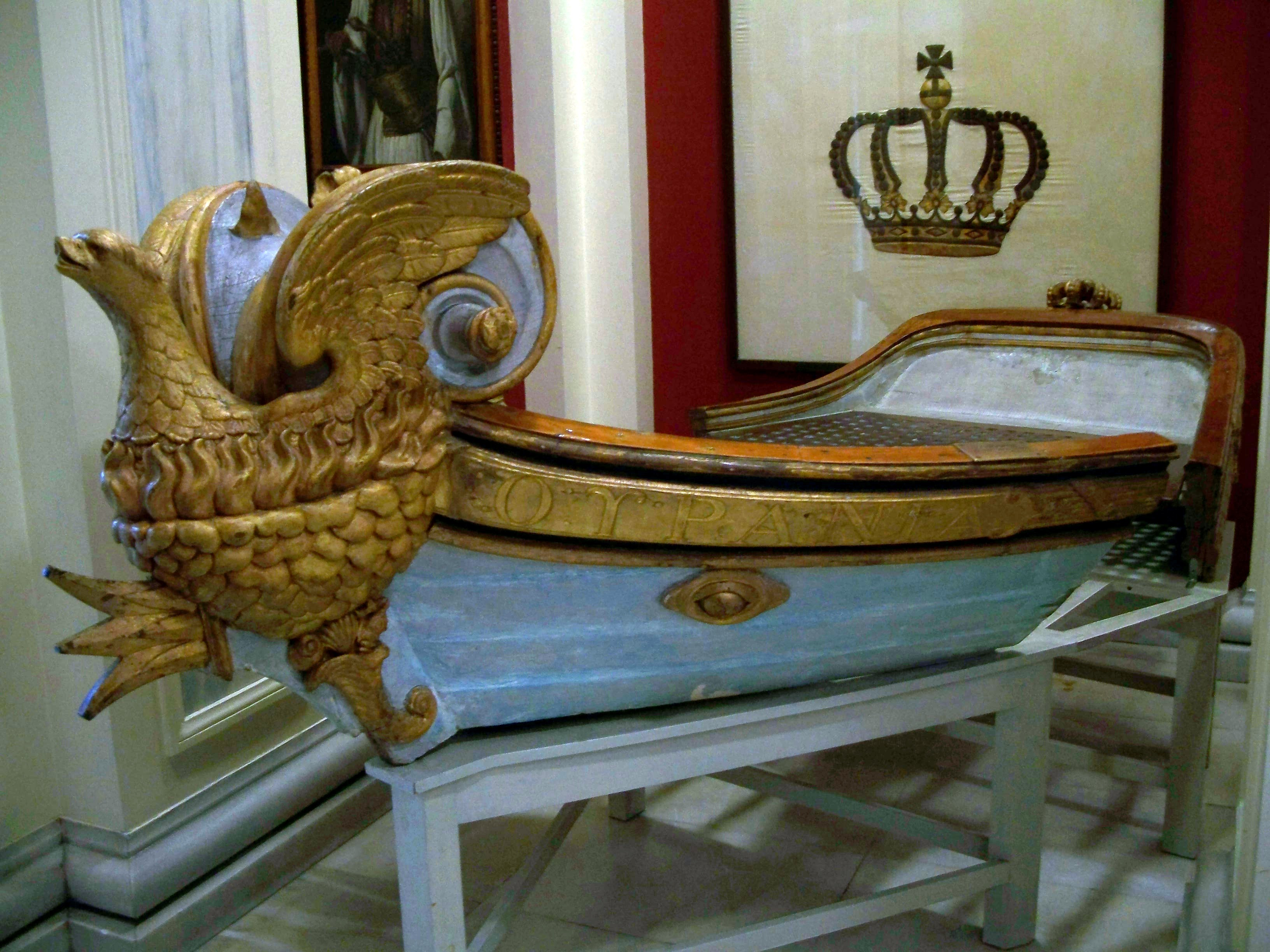
Човен Уранія короля Оттона
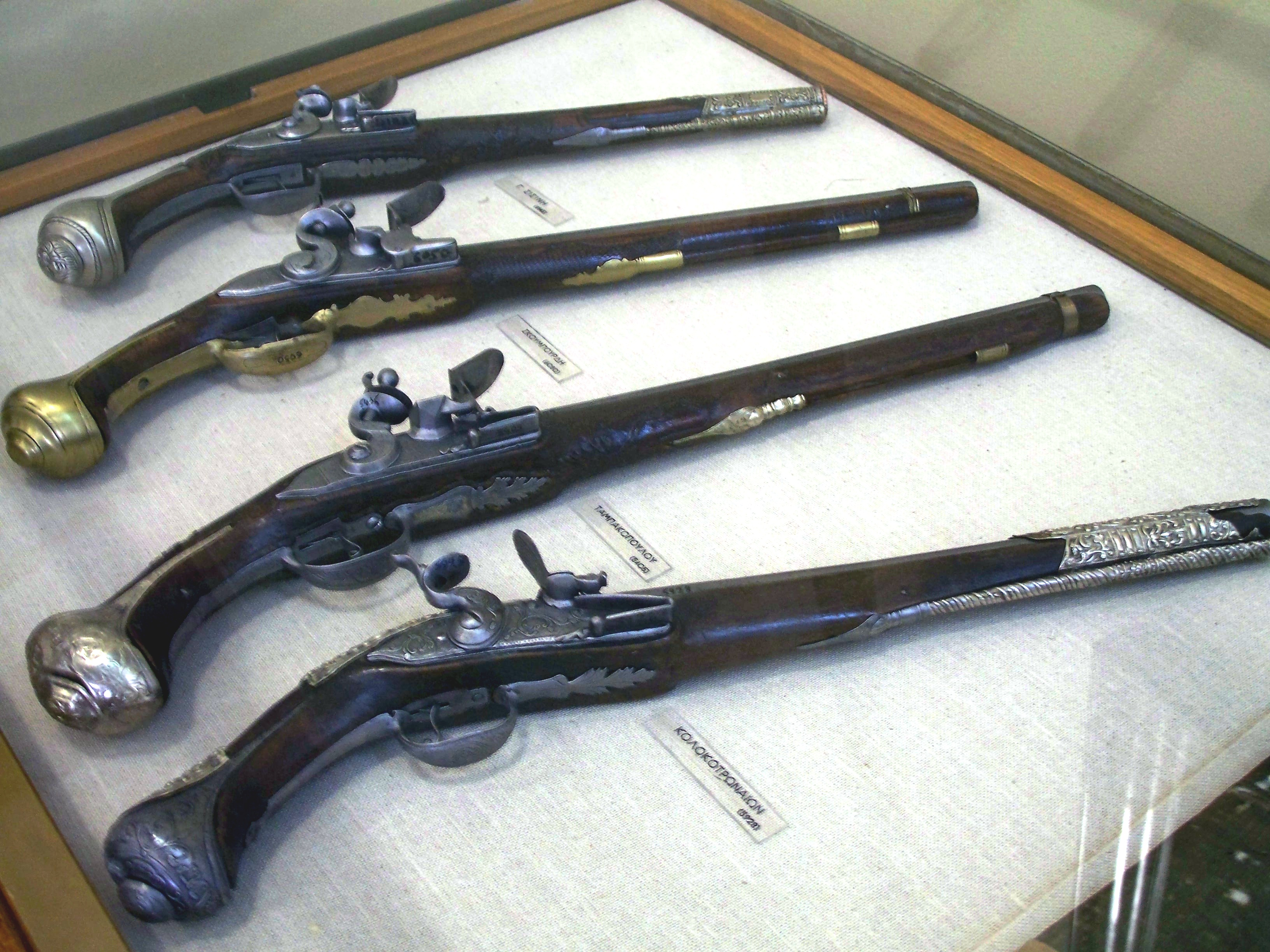
Пістолети доби Грецької революції
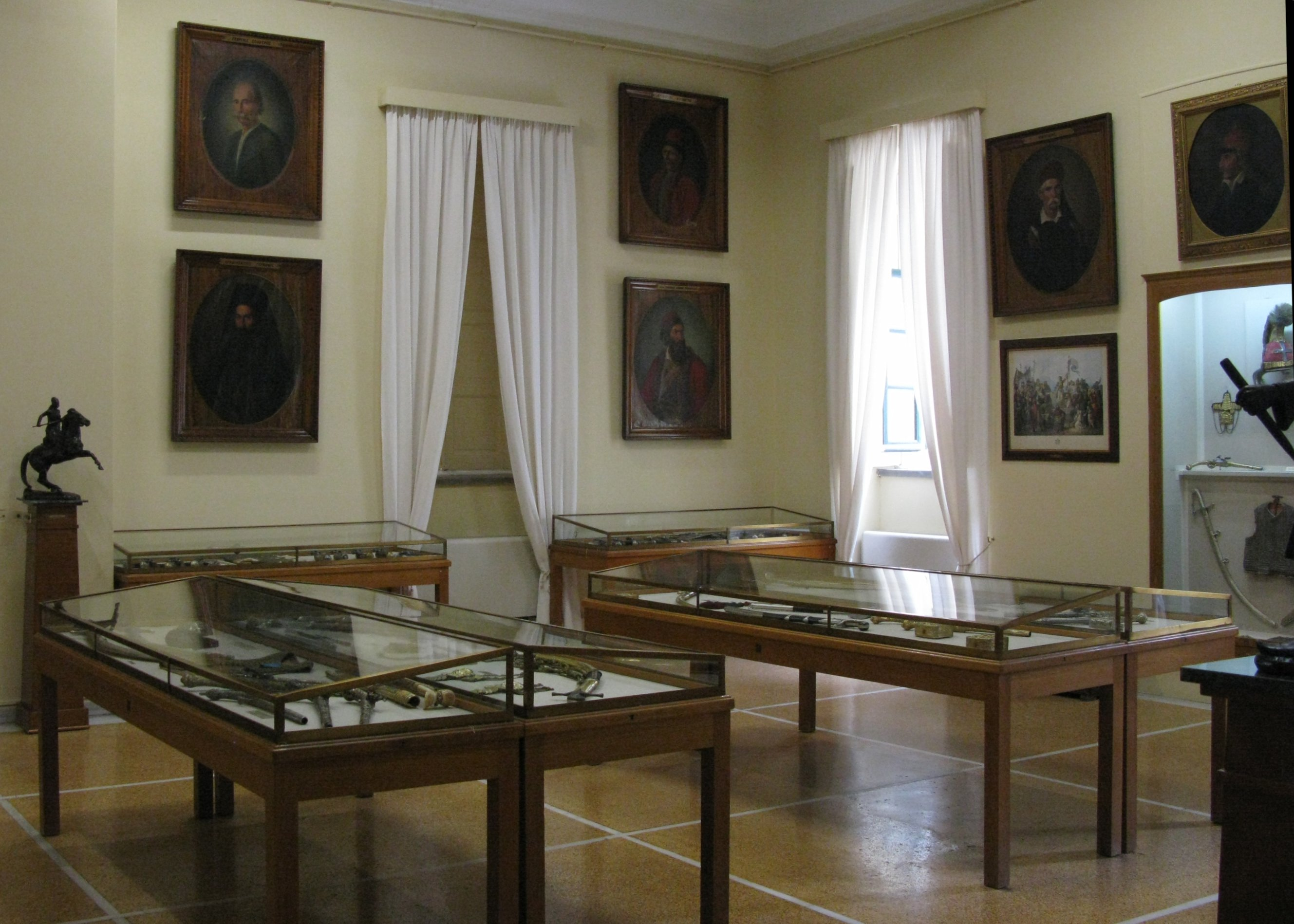
вигляд музею з середини